# 동인고등학교
동인고등학교(東仁高等學校)는 대한민국 부산광역시 동래구 사직동에 위치한 사립 고등학교이다.

## 학교 연혁
- 1971년 3월 15일 : 부산 동래향교 유림총회에서 학교 설립위원회 창립
- 1972년 1월 14일 : 학교법인 대성학원 설립인가, 초대 이사장 박재원 취임
- 1973년 6월 8일 : 동인고등학교 신축교사 기공
- 1974년 1월 5일 : 동인고등학교 설립 인가 (9학급)
- 1974년 2월 20일 : 학급증설 인가 (15학급)
- 1974년 2월 28일 : 초대 교장 문원탁 취임
- 1974년 3월 5일 : 개교
- 1976년 10월 2일 : 교사 증축 (9교실)
- 1977년 2월 25일 : 제1회 졸업생 (235명)
- 1980년 11월 12일 : 학급증설 인가 (36학급)
- 1982년 6월 30일 : 강당 및 도서실 준공
- 1993년 1월 11일 : 동인고등학교 이전 신축교사 기공
- 1994년 7월 18일 : 동인고등학교 신축교사 이전
- 2011년 4월 1일 : 학교 급식소(이인관) 현대화
- 2016년 6월 17일 : 운동장 현대화
- 2024년 3월 1일 : 제11대 교장 김태성 취임
- 2024년 3월 15일 : 고교학점제 학교공간조성사업 완료 및 도서관(역락재) 리모델링 사업완료
- 2024년 9월 23일 : 제11대 이용수 이사장 취임
- 2025년 2월 6일 : 제49회 졸업(215명) 졸업생 총계 24,467명

## 참고 자료
- 동인고등학교 - 한국교육학술정보원 학교알리미